# Stypułki-Giemzino
Stypułki-Giemzino – wieś w Polsce położona w województwie podlaskim, w powiecie wysokomazowieckim, w gminie Kulesze Kościelne.
Zaścianek szlachecki Giemzino należący do okolicy zaściankowej Stypułki położony był w drugiej połowie XVII wieku w powiecie tykocińskim ziemi bielskiej województwa podlaskiego. W latach 1975–1998 miejscowość administracyjnie należała do województwa łomżyńskiego.
Wierni kościoła rzymskokatolickiego należą do parafii  Wniebowzięcia NMP w Sokołach.

## Historia
Wieś założona najprawdopodobniej w XV w. W roku 1524 w aktach sądowych, brańskich wzmiankowany Paulus Stypułek. W czasie popisu szlachty litewskiej z 1528 roku wymieniono trzy wsie o nazwie Stypułki. W 1580 roku Jurga, syn Szczepana Stypułkowskiego zapłacił podatek od ziemi w Giemzinie.
Maciej Kulesza, syn Grzegorza i Apoloni Jamiołkowskiej, wylegitymował się ze szlachectwa w 1843 roku jako dziedzic tej wsi.
W roku 1827 wieś liczyła 10 domów i 52 mieszkańców.
W 1867 r. Stypułki Giemzino włączono do gminy Piszczaty, parafia Kobylin.
W ostatnich latach XIX stulecia istniało tu 11 gospodarstw drobnoszlacheckich, na 119 ha ziemi. Średnio, gospodarstwo liczyło prawie 11 ha.
W 1921 roku, w 9 domach mieszkało tu 61 osób. Miejscowość należała do gminy Piszczaty.